# Busta Rhymes
Trevor Tahiem Smith, Jr. (* 20. května 1972 Brooklyn, New York), známější jako Busta Rhymes je jamajsko-americký rapper, zpěvák, herec a člen hudební skupiny Flipmode Squad. Jeho hudební kariéra začala v roce 1990 se skupinou Leaders Of The New School, se kterou vydal alba A Future Without A Past a T.I.M.E.. V roce 1996 se vrhnul na sólovou dráhu albem The Coming.

## Diskografie

### Sólové
| Rok  | Album | Nejvyšší umístění v hitparádě | Nejvyšší umístění v hitparádě | Nejvyšší umístění v hitparádě | Nejvyšší umístění v hitparádě | Nejvyšší umístění v hitparádě | Ocenění       |
| Rok  | Album | US 200                        | US Hip-Hop                    | US Rap                        | UK                            | CAN                           | Ocenění       |
| ---- | --- | ----------------------------- | ----------------------------- | ----------------------------- | ----------------------------- | ----------------------------- | ------------- |
| 1996 | The Coming - Vydáno: 26. března 1996 - Vydavatel: Flipmode, Elektra                                              | 6                             | 1                             | –                             | –                             | –                             | US: platinové |
| 1997 | When Disaster Strikes - Vydáno: 16. září 1997 - Vydavatel: Flipmode, Elektra                                     | 3                             | 1                             | –                             | –                             | –                             | US: platinové |
| 1998 | E.L.E. (Extinction Level Event): The Final World Front - Vydáno: 8. prosince 1998 - Vydavatel: Flipmode, Elektra | 12                            | 2                             | –                             | –                             | –                             | US: platinové |
| 2000 | Anarchy - Vydáno: 20. června 2000 - Vydavatel: Flipmode, Elektra                                                 | 4                             | 1                             | –                             | –                             | –                             | US: platinové |
| 2001 | Genesis - Vydáno: 27. listopadu 2001 - Vydavatel: Flipmode, J Records                                            | 7                             | 2                             | –                             | –                             | –                             | US: platinové |
| 2002 | It Ain't Safe No More - Vydáno: 26. listopadu 2002 - Vydavatel: Flipmode, J Records                              | 43                            | 10                            | –                             | –                             | –                             | US: zlaté     |
| 2006 | The Big Bang - Vydáno: 13. června 2006 - Vydavatel: Flipmode, Aftermath, Interscope                              | 1                             | 1                             | 1                             | 19                            | 6                             | US: zlaté     |
| 2009 | Back on My B.S. - Vydáno: 19. května 2009 - Vydavatel: Flipmode, Universal Motown                                | 5                             | 2                             | 2                             | –                             | 18                            | US: /         |
| 2012 | Year of the Dragon - Vydáno: 21. srpna 2012 - Vydavatel: Dundridge Entertainment, Unlimited Business             | –                             | –                             | –                             | –                             | –                             | US: /         |
| 2020 | Extinction Level Event 2: The Wrath of God - Vydáno:30. října 2020 - Vydavatel: Conglomerate, Empire             | –                             | –                             | –                             | –                             | –                             | US: /         |

### Spolupráce

#### s Flipmode Squad
- The Imperial Album (1998)

#### s Leaders Of The New School
- A Future Without A Past… (1991)
- T.I.M.E. (The Inner Mind's Eye) (1993)

### EP
- The Fuse Is Lit (2022)

### Kompilace
| Rok  | Album | Nejvyšší umístění v hitparádě | Nejvyšší umístění v hitparádě | Ocenění |
| Rok  | Album | US Hip-Hop                    | US Rap                        | Ocenění |
| ---- | --- | ----------------------------- | ----------------------------- | ------- |
| 1997 | Flipmode Remixes - Vydáno: 14. července 1997 - Vydavatel:                                                    | -                             | -                             | US: /   |
| 2001 | Total Devastation: The Best of Busta Rhymes - Vydáno: 2. října 2001 - Vydavatel: Flipmode Ent., Elektra Rec. | 97                            | 20                            | US: /   |
| 2002 | Turn It Up!: The Very Best Of - Vydáno: 2. dubna 2002 - Vydavatel: Warner Music Group                        | -                             | -                             | US: /   |
| 2004 | The Artist Collection: Busta Rhymes - Vydáno: 12. října 2004 - Vydavatel: BMG International                  | -                             | -                             | US: /   |

## Singly
- (1996) Woo-Ha!! Got You All In Check (ft. Rampage)
- (1996) It's A Party (ft. Zhané)
- (1998) Dangerous
- (1998) Turn It Up/Fire It Up
- (1999) What's It Gonna Be (ft. Janet Jackson)
- (2001) Break Ya Neck
- (2002) Pass The Courvoisier, pt. II (ft. P. Diddy a Pharrell)
- (2003) I Know What You Want (ft. Mariah Carey a Flipmode Squad)
- (2005) Touch It
- (2006) Get DownStep up 2
- (2006) I Love My Chick (ft Kelis a will.i.am)
- (2008) Arab Money (ft. Ron Browz)

## Filmografie
- Who's The Man (1993)
- Strapped (1993)
- Higher Learning (1995) / (Holé lebky)
- Shaft (2000) / (Drsnej Shaft)
- Finding Forrester (2000) / (Osudové setkání)
- Narc (2002) / (Narkotika)
- Halloween: Resurrection (2002) / (Halloween: Zmrtvýchvstání)
- Death Of A Dynasty (2003)
- Full Clip (2004)
- Busta Rhymes: Everything Remains Raw (2004)
- The Boondocks (2007)
- Braking Point (2009)